# Toshinobu Katsuya
Toshinobu Katsuya (n. 2 septembrie 1961) este un fost fotbalist japonez.

## Statistici
| Japonia | Japonia | Japonia |
| An      | Meciuri | Goluri  |
| ------- | ------- | ------- |
| 1985    | 2       | 0       |
| 1986    | 4       | 0       |
| 1987    | 6       | 0       |
| 1988    | 0       | 0       |
| 1989    | 0       | 0       |
| 1990    | 0       | 0       |
| 1991    | 0       | 0       |
| 1992    | 9       | 0       |
| 1993    | 6       | 0       |
| Total   | 27      | 0       |